# Pete Peters
Pete Peters (* vor 1960) ist ein US-amerikanischer Rockabilly-Musiker.
Peters nahm seine ersten beiden Platten bei P&J Records in Virginia auf. 1960 wechselte er zu Dixie Records, wo er eine Rockabilly-Version von Rollin' In My Sweet Baby's Arms aufnahm, die er Rockin' N' My Sweet Baby's Arms nannte. Die Single erschien im Mai und wurde mit einem Banjo aufgenommen, was einerseits weiterhin die Assoziation zum Bluegrass erhielt, andererseits klarer Rockabilly-Natur war. Für Dixie spielte Peters außerdem ein Cover von Red Wing ein (ebenfalls mit Banjo). 1961, im Mai, erschien dann Peters letzte Platte Rocking Banjo bei Lance Records.

## Diskographie
|                         | Wig-Walk / Teen-Age Love Affair         | P&J 45PJ-100             |
|                         | Fanny Brown / Mean Woman                | P&J 101                  |
| 1960                    | Rockin' N' My Sweet Baby's Arms / Dizzy | Dixie 45-836             |
| 1961                    | Rocking Banjo / Blue Heartaches         | Lance 002                |
| Unveröffentlichte Titel |                                         |                          |
|                         | - Red Wing                              | Dixie (Status unbekannt) |